# شک: یک حکایت
شک: یک حکایت (انگلیسی: Doubt: A Parable) نمایش‌نامهٔ سالِ ۲۰۰۴ نوشتهٔ جان پاتریک شنلی است. این نمایش که ابتدا در آف برادوی در کلاب تئاتر منهتن در ۲۳ نوامبر ۲۰۰۴ روی صحنه رفت، در مارس ۲۰۰۵ به تئاتر والتر کر در برادوی منتقل شد و در ۲ ژوئیه ۲۰۰۶ پس از ۵۲۵ اجرا و ۲۵ پیش‌نمایش به اتمام رسید. این نمایش‌نامه در سال ۲۰۰۵ برنده جایزه پولیتزر برای نمایش‌نامه و جایزه تونی برای بهترین نمایش‌نامه شد.
در سال ۲۰۰۸، این نمایشنامه به‌عنوان فیلمی داستانی با نام تردید اقتباس شد. مریل استریپ در نقش خواهر آلویسیوس و فیلیپ سیمور هافمن در نقش پدر فلین بازی کرد. این فیلم نامزد چندین جایزه اسکار شد.